# استقطاب كهربائي

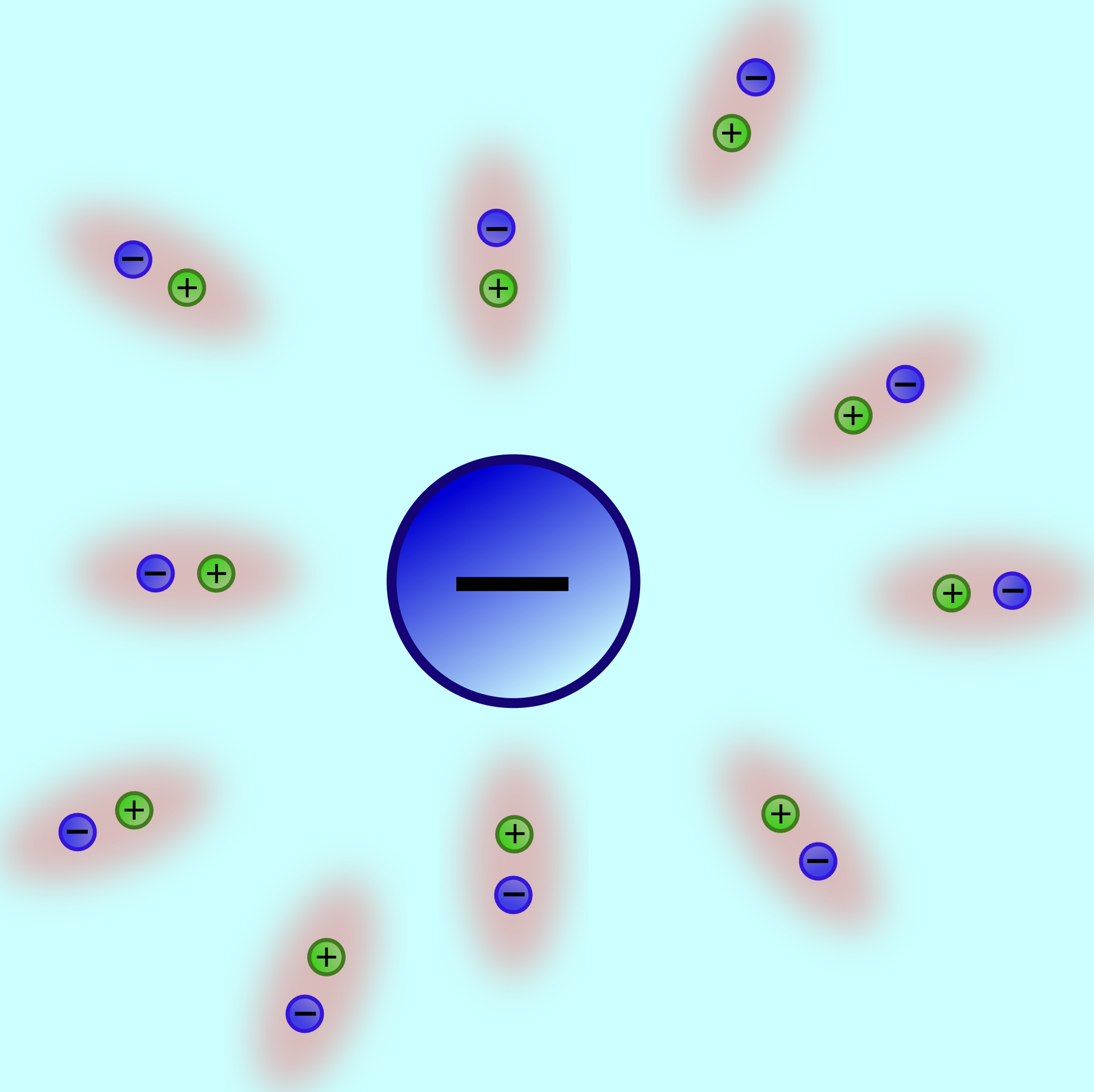
استقطاب الوسط

الاستقطاب الكهربائي  (ملاحظة 1) هو كمية فيزيائية في الكهرومغناطيسية الكلاسيكية، والتي تصف شدة عزم ثنائي قطب في وسط من عازل كهربائي.
يعرف الاستقطاب الكهربائي كمياً بأنه عزم ثنائي القطب المولد من وحدة حجم واحدة من العازل الكهربائي.
{\displaystyle \mathbf {P} ={\frac {\Delta \mathbf {p} }{\Delta V}}}
بالتالي الوحدة الدولية للاستقطاب الكهربائي هي كولوم.متر لكل متر مكعب، والتي تكافئ كولوم لكل متر مربع.

## هوامش
- ملاحظة 1 المرادفات: كثافة الاستقطاب Polarization density